# Francisco Puyana Menéndez
Francisco Puyana Menéndez (Bucaramanga, 30 de marzo de 1904-) fue un abogado y político miembro del Partido Conservador Colombiano.
Puyana fue nombrado presidente de Ecopetrol por el gobierno de Gustavo Rojas Pinilla, y entre 1956 y 1957 ejerció como ministro de minas y petróleos del gobierno militar, siendo clave en la nacionalización del crudo. Fue un importante gestor cultural de su natal Bucaramanga, siendo presidente de la Sociedad de Mejoras Públicas de esa ciudad, y sirviendo también en varias ocasiones en el gobierno local.